# Assis Lopes
Assis Lopes (* 19. Dezember 1931 in Rio de Janeiro) ist ein brasilianischer Geistlicher und emeritierter römisch-katholischer Weihbischof in São Sebastião do Rio de Janeiro.

## Leben
Assis Lopes empfing am 3. Juli 1968 die Priesterweihe für das Erzbistum São Sebastião do Rio de Janeiro.
Papst Johannes Paul II. ernannte ihn am 22. Januar 2003 zum Weihbischof in São Sebastião do Rio de Janeiro und Titularbischof von Zaraï. Der Erzbischof von São Sebastião do Rio de Janeiro und Ordinarius für die byzantinischen Gläubigen in Brasilien, Eusébio Scheid SCI, spendete ihm am 19. März desselben Jahres die Bischofsweihe; Mitkonsekratoren waren Augusto José Zini Filho, Bischof von Limeira, und João d’Avila Moreira Lima, emeritierter Weihbischof in São Sebastião do Rio de Janeiro. Als Wahlspruch wählte er Eis-me aqui!.
Am 26. Januar 2011 nahm Papst Benedikt XVI. seinen altersbedingten Rücktritt an.